# Acanthodelta zabulon
Acanthodelta zabulon là một loài bướm đêm trong họ Noctuidae.